# ФК Кардиф Сити
Кардиф Сити (вел. Clwb Pêl-droed Dinas Caerdydd, енгл. Cardiff City Football Club) професионални је велшки фудбалски клуб из Кардифа, који игра у Чемпионшипу .